# Yumrukaya, Tatvan
Yumrukaya là một xã thuộc huyện Tatvan, tỉnh Bitlis, Thổ Nhĩ Kỳ. Dân số thời điểm năm 2011 là 32 người.